# Composite carbone/carbone
 (4 octobre 2020).
Le contenu est difficilement compréhensible vu les erreurs de traduction, qui sont peut-être dues à l'utilisation d'un logiciel de traduction automatique.

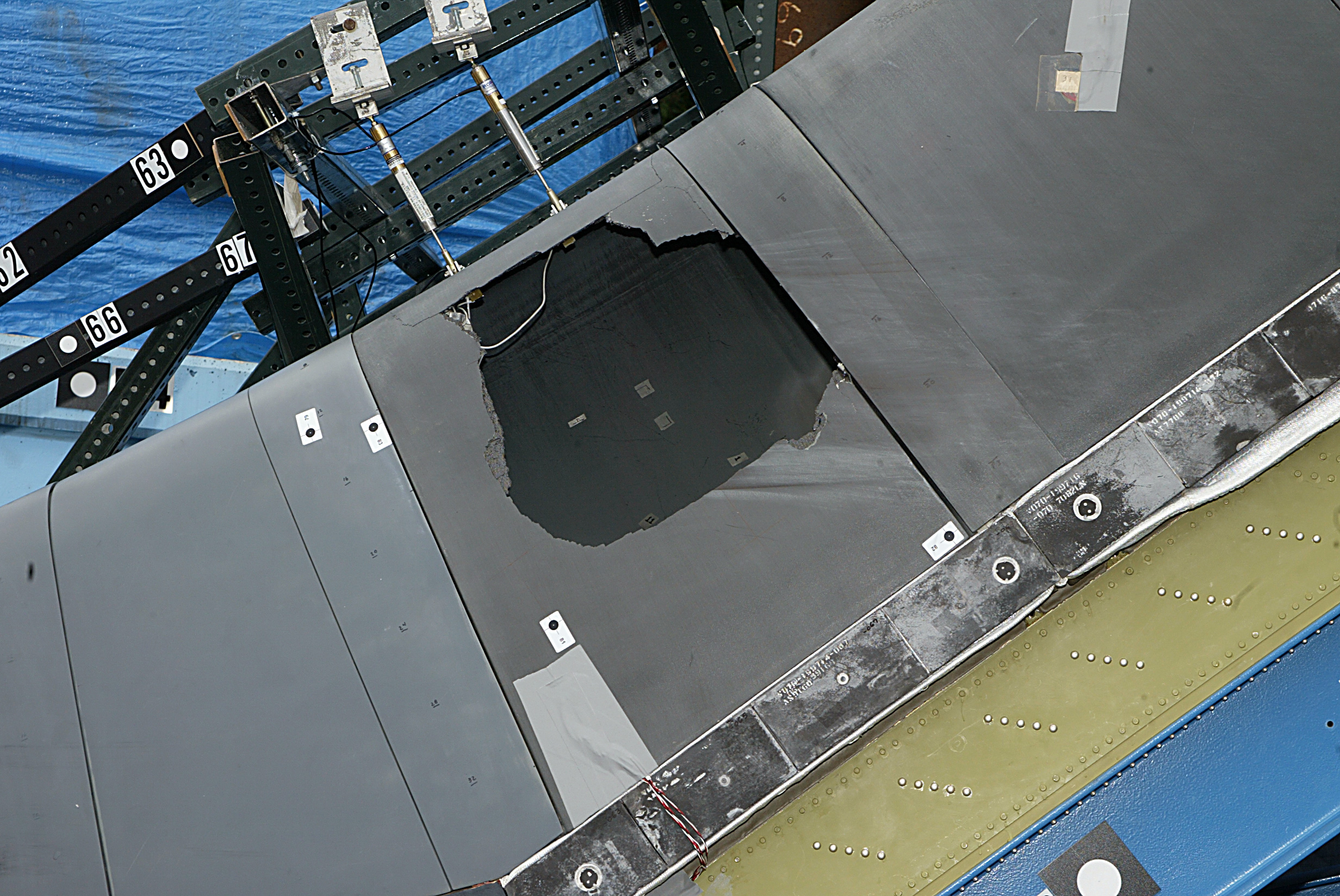
Morceaux de composite carbone/carbone comprenant un volet retiré de l’aile de la navette spatiale Atlantis, montrant la défaillance de fragilité du C/C à la suite de l’impact de la mousse isolante reproduisant un éventuel évènement lors du dernier lancement de la navette Columbia.

Le composite carbone/carbone, ou C/C, est un matériau composite constitué d’un ajout de fibres de carbone dans une matrice de graphite. Il a été développé pour les coiffes des missiles balistiques intercontinentaux, mais est plus connu pour être le matériau dont sont composées les coiffes et ailes des bords d’attaque des navettes spatiales. Les freins à disque et les plaquettes de frein du polymère renforcé de fibres de carbone sont les composants standards du système de frein des voitures de course de Formule 1 depuis 1976.
Le composite carbone/carbone résiste parfaitement au contact de hautes températures, et également, là où une résistance au choc thermique ou un faible coefficient de dilatation thermique sont nécessaires. Bien qu’il soit moins fragile que bon nombre d’autres céramiques, il manque de résistance à l’impact. Par exemple, la navette spatiale Columbia a été détruite alors qu’elle rentrait dans l’atmosphère après qu’un de ses volets en composite carbone/carbone s'est cassé à cause de l’impact d’un morceau de mousse isolante du réservoir externe détaché lors du décollage.

## Fabrication

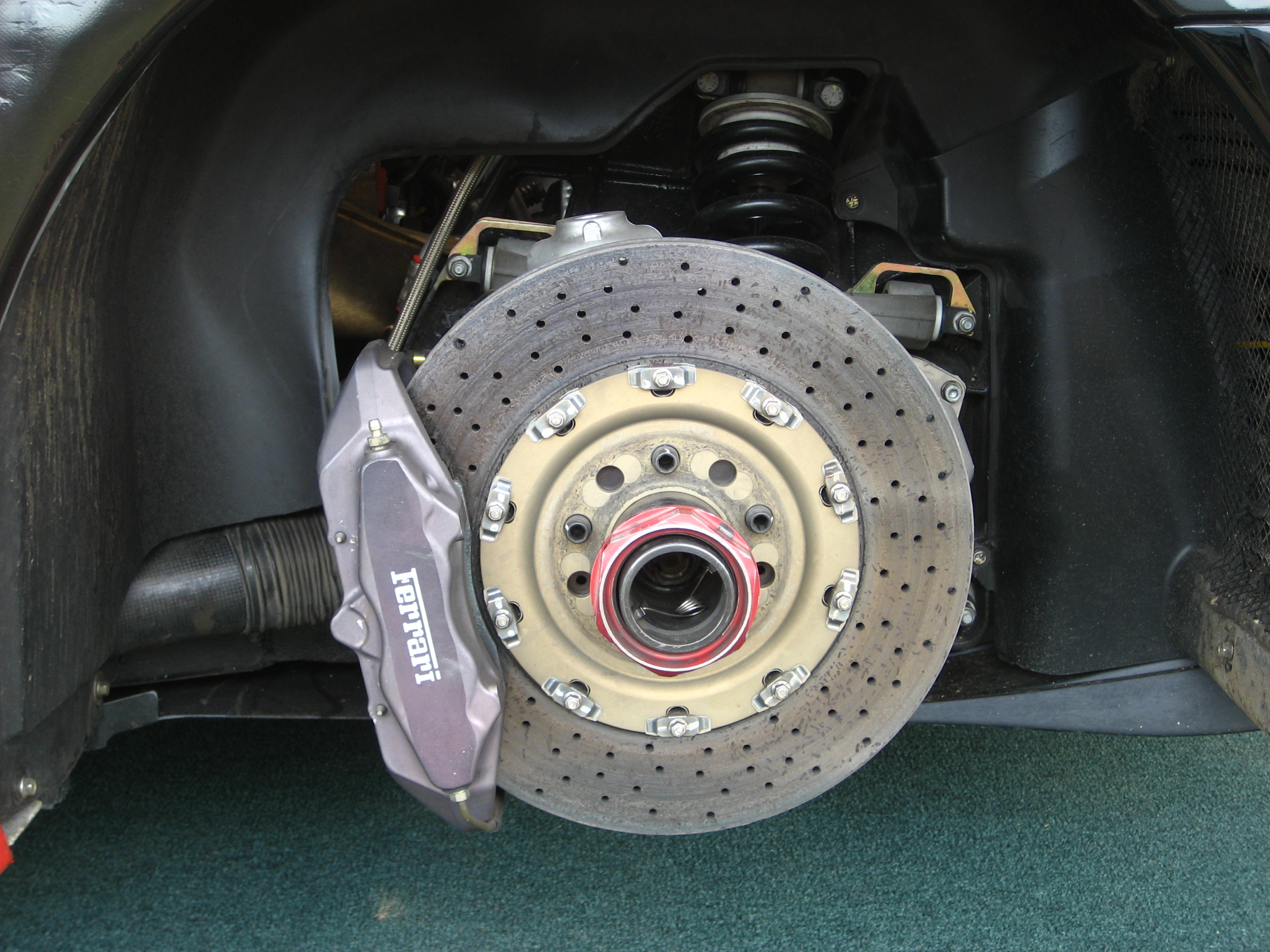
Le frein à disque du système de freinage de cette voiture de course Ferrari est fait de fibre de carbone renforcée de carbure de silicium.

Ce matériau est fabriqué en trois étapes :
D’abord, le matériau est immobilisé sous la forme finale souhaitée, avec des filaments ou une couverture de carbone entourée d’un liant organique comme le plastique ou la poix. On ajoute souvent au mélange liant du coke ou d’autres fins granulats de carbone.
Dans un deuxième temps, on chauffe la superposition de couches, pour que la pyrolyse transforme le liant en un carbone relativement pur. Pendant ce processus, le liant perd de son volume, des vides sont alors créés ; l’ajout de granulats diminue ce problème, mais ne l’élimine pas.
Enfin, les vides sont peu à peu comblés par forçage du gaz formé de carbone, comme l’acétylène, à travers le matériau à haute température, et ce pendant plusieurs jours. Ce long processus de traitement thermique permet également au carbone de se constituer en plus gros cristaux de graphite. C’est pour cela que ce matériau coûte cher. Le coût de production des volets gris faits de composite carbone/carbone sur l’aile et la coiffe du bord d’attaque et de la navette spatiale pour la NASA est de 100 000 $/m2. Cependant, une grande partie du coût résulte de la géométrie évoluée et du coût des recherches associées aux volets. Cette étape peut aussi inclure la fabrication du produit final.
Le C/C est un matériau dur qui peut être fait pour très résistant à l’expansion thermique, aux gradients de température et aux cycles thermiques. Cela dépend de la manière dont les fibres sont empilées et placées, mais également de la qualité et la densité de la charge de la matrice.[réf. nécessaire]

## Propriétés mécaniques
La force du C/C avec un renfort unidirectionnel des fibres peut aller jusqu’à 700 MPa. Les matériaux en C/C conservent leurs propriétés à plus de 2 000 °C. Ces températures peuvent être encore plus élevées à l‘aide d’un revêtement de protection pour éviter l’oxydation.
Ce matériau a une densité entre 1,6 et 1,98 g/cm3.

## Produits similaires

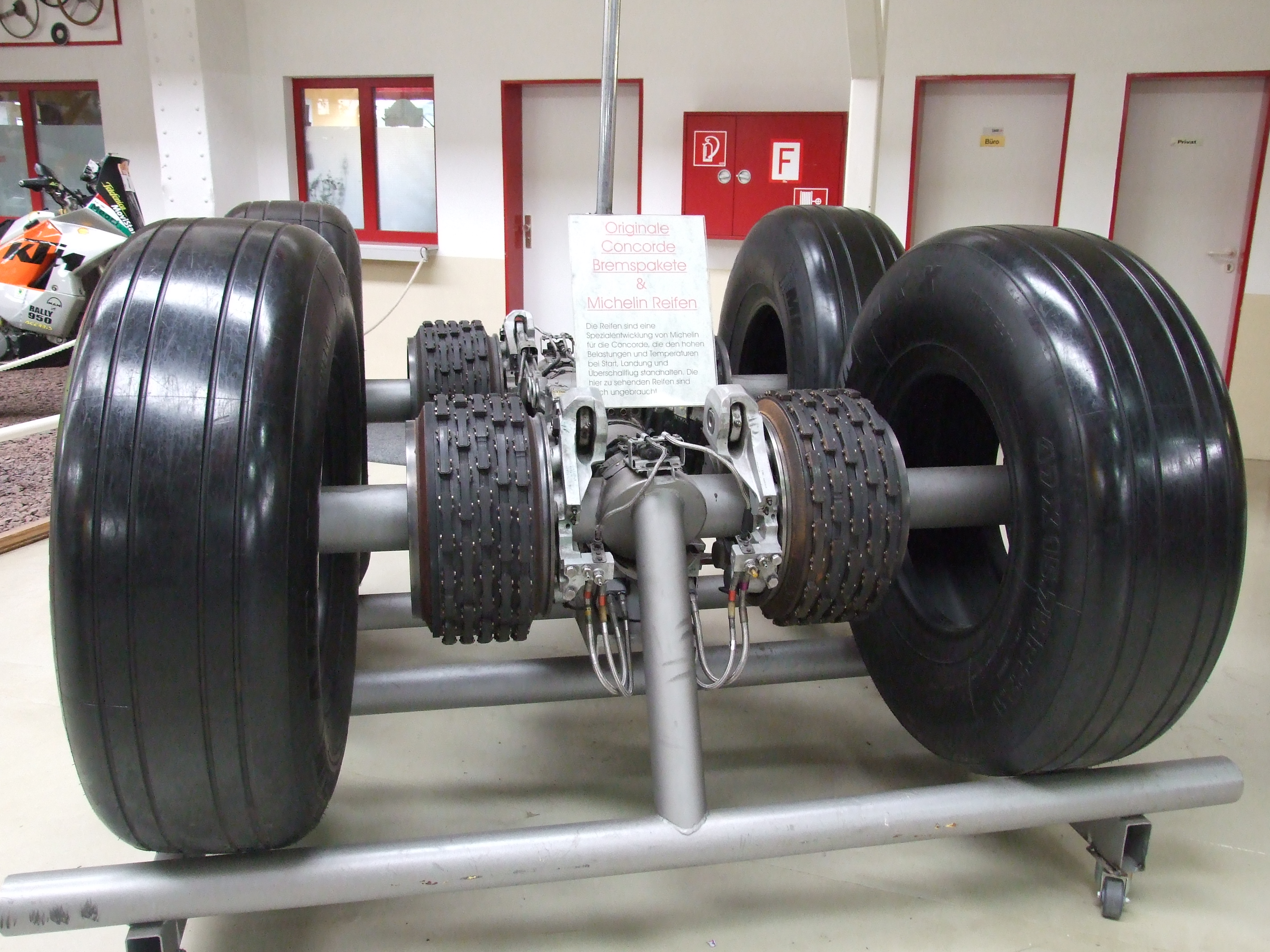
Les freins en carbone Dunlop, comme ceux utilisés pour l’avion de ligne le Concorde.

Le carbure de silicium renforcé par fibres de carbone (C/SiC) est une forme développée de C/C pur. Il peut être utilisé dans l’automobile, par exemple pour les composants de systèmes de freinage pour les véhicules à haute performance, à savoir les disques de frein et les plaquettes de frein. Le C/SiC utilise du carbure de silicium avec de la fibre de carbone, et l’on pense que ce mélange est plus durable que le C/C pur. Cependant, il n’est pas utilisé dans les courses de Formule 1, car il est trop lourd.
Les mises en pratique incluaient initialement la Mercedes-Benz Classe CL Type 125 édition Coupé F1, et sont aussi des équipements standards sur la  Bugatti Veyron et certaines Bentley, Ferrari, Porsche, Lamborghini, la Corvette ZR1 et la ZO6. On peut aussi les trouver en option sur certains véhicules à haute performance de chez Audi, tels que la D3 S8, la B7 RS4, la C6 S6, la RS6, et la R8.
Les freins en carbone ont été commercialisés à grande échelle pour les avions commerciaux dans les années 1980. Ils ont été utilisés pour la première fois pour les vols supersoniques du Concorde.
Il existe un composite de carbone non céramique similaire utilisé pour les courses automobiles de haute technologie : le carbotanium (en). C’est un mélange de carbone et de titane utilisé pour les très performantes Zonda R et Huayra du constructeur italien Pagani.